# 失去的莱松岛
《失去的莱松岛》（英语：Lost Laysen）是玛格丽特·米切尔作于1916年的中篇小說，于1996年出版。
米切尔因《飄》而出名。人们一直以为她一生只写了一本完整的书。然而，当她15岁时，她已经完成了《失去的莱松岛》的手稿，讲述了发生在大洋洲的爱情故事。她把两个包含该手稿的笔记本送给了一位名叫亨利·洛夫·安吉尔的追求者，后者保留了该手稿以及米切尔写给他的一些信。安吉尔于1945年去世，但《失去的莱松岛》仍未被人发现。直到数十年后，他的儿子在准备将父亲的信件捐赠给“塔拉之路”博物馆时才发现了手稿。
《失去的莱松岛》于1996年由斯克里布纳之子公司以西蒙與舒斯特名义首次出版（ISBN 0684824280）。这本书编者为德布拉·弗里尔，她为本书写了一篇概述，借助米切尔的信件和照片讲述了米切尔和安吉尔之间的关系。
小说的主人公可能是基于真实的人改编而来——女主角考特尼·罗斯和米切尔的一个朋友名字相同，但具有米切尔的个性；而比利·邓肯则可能以亨利·安吉尔为基础。三角恋也预示着米切尔更著名的作品《飘》中的一个类似情节，即一个男人爱上了一个他不可能赢得的女人。

## 中文版本
- 1996年7月，智庫股份有限公司出版了该书的繁体中文版本，译者为毛羽，书名为《失落的列森岛》（9789579553438）。
- 1996年12月，中国青年出版社出版了该书的简体中文版本，译者为李素苗，书名为《失去的莱松岛》（9787500623472）。